# Santuario della Madonna delle Grazie (Avellino)
Il santuario della Madonna delle Grazie di Avellino è una delle chiese più antiche presenti in città. Annesso al santuario, vi è il convento dei cappuccini della provincia monastica di Napoli. È anche parrocchia dal 1983.

## Il Santuario

### La Storia del Santuario
Sullo scenario più suggestivo, a nord-est della città di Avellino, corona la sommità della collina il Santuario della Madonna delle Grazie dei Frati Minori Cappuccini. Ad essa si accede per due strade: Rampa S. Maria delle Grazie e Via Tuoro Cappuccini. Nei pressi del Santuario, in parti opposte, sorgono due edicole entrambe con l'immagine della Vergine raffigurata su maiolica policroma, una delle due è affiancata dal Crocifisso. Sia il Crocifisso che le edicole della Vergine vennero eretti nel 1830 dal Guardiano P. Illuminato da Mercogliano. La benedizione della Croce avvenne il 3 maggio 1927 alla presenza di un numeroso popolo. In tempi recenti all'esterno della chiesa sono state erette anche due statue una raffigurante San Francesco d'Assisi e l'altra Padre Pio.
Sull'ampio spiazzo sorge la Chiesa in un corpo unico col Convento. Essa fu eretta tra il 1580 e il 1584. Il Vescovo Ascanio Albertini pose la pietra di fondazione, mentre la consacrazione avvenne nel 1609, sotto il pastorale del Vescovo Muzio Cinquini. Frate Paolino da Napoli, l'allora Custode Generale della Famiglia Francescana dei Cappuccini e Guardiano del Convento e della Chiesa intitolata a Santa Maria delle Grazie in Avellino propose fin dal 1580 che l'immagine della Madonna delle Grazie col Bambino Gesù fosse esposta in questa Chiesa alla venerazione di tutti, essendo la medesima immagine famosissima per antichità di culto, per celebrità di miracoli e per concorso di Popoli.
Che la Chiesa sia stata consacrata solennemente, non v'è alcun dubbio, convalidata questa affermazione dalle croci rituali incastonate nelle pareti. Questo luogo Sacro è da sempre un punto di riferimento per la comunità avellinese, non solo per la fede ma anche per la storia, per la tradizione, per il costume, per l'immagine stessa che questo luogo rappresenta per la città specialmente nel giorno 2 luglio, festività della Madonna, dove accorrono fedeli anche dai paesi limitrofi.
Il Santuario, oltre a conservare preziose opere d'arte, presenta una struttura armonica e raccolta; tra l'atrio e la bussola della Chiesa in uno spazio luminoso è posto l'antico Coro, recentemente arretrato di alcuni metri, costruito in solido legno di noce circondato da una serie di stalli le cui spalliere presentano pregiati intarsi d'olivo rifatti nel 1857.

La venerazione dei fedeli per la Madonna delle Grazie indusse, il 15 dicembre 1843, il Cardinale Ferretti su istanza del Guardiano P. Grande Bonaventura da Cassano Irpino, ad accordare l'indulgenza plenaria a tutti i devoti che in uno dei giorni della prima settimana di luglio si fossero confessati e comunicati nella Chiesa dei PP. Cappuccini, pregando secondo l'intenzione del Papa, nonché l'indulgenza di 300 giorni ai fedeli che avessero praticato e partecipato alle sacre funzioni della novena precedente la festa del 2 luglio. Tali benevoli concessioni furono confermate in perpetuo ed estese anche ai defunti da Papa Pio IX, limitando però l'indulgenza parziale a 200 giorni e la plenaria solo a coloro che, con le debite disposizioni e solide condizioni, avessero fatto una visita al Santuario in ciascun giorno del mese di luglio. Oltre alle indulgenze elargite dal soglio di Pietro, numerose altre ne furono concesse dai Vescovi di questa Città. Nel 1893 Mons. Francesco Gallo concesse una speciale indulgenza di 50 giorni ai devoti della Vergine che avessero recitato tre volte l'Ave Maria innanzi all'Immagine Sacra presso la Chiesa dei Padri Cappuccini. Tale concessione fu rinnovata dal vescovo Francesco Petronelli il 10 ottobre 1931. 

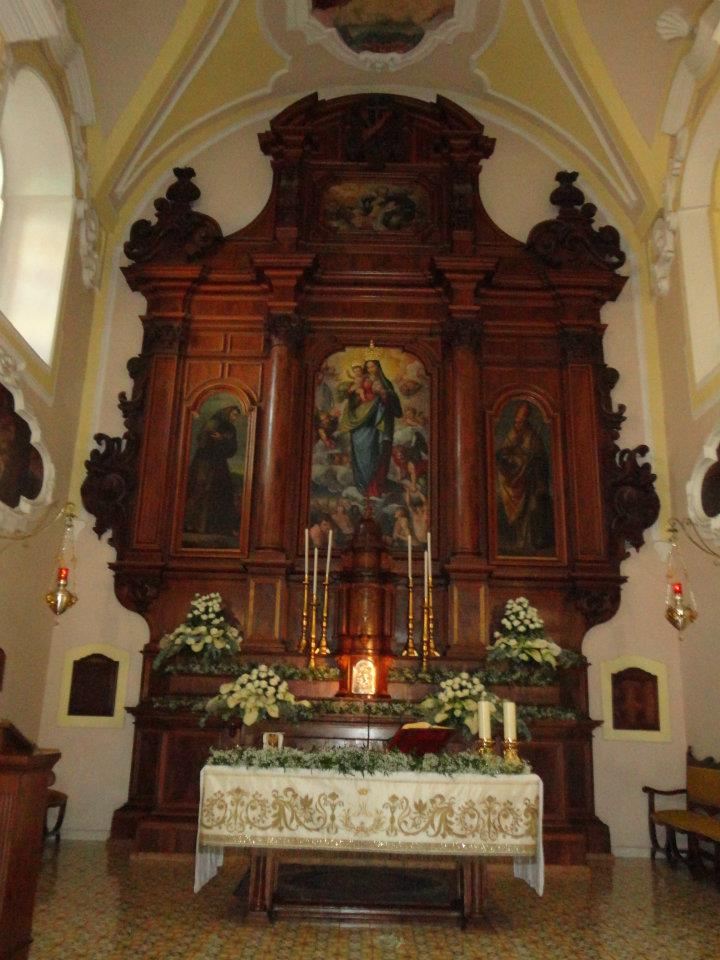
L'antico Altare Maggiore ligneo del '500

Il 1º luglio 1902, alle ore 12, il quadro della Madonna delle Grazie fu solennemente incoronato dal Capitolo Vaticano per mezzo dell'allora vescovo di Avellino Mons. Serafino Angelini. Vi fu una grande solennità e con la partecipazione di una folla straordinaria di fedeli, molti dei quali provenienti anche dai paesi limitrofi che incontrarono l'immagine della Vergine col Bambino in braccio.
La storia del Santuario, in occasione dell'anno Giubilare della Misericordia del 2016, si arricchì di un grande e raro evento: nel periodo di festività e di Novena alla Madonna delle Grazie che va dal 23 giugno al 1º luglio, fu aperta alle ore 12:00 di domenica 26 giugno la Porta Santa dal vescovo di Avellino Francesco Marino, si creò così l'opportunità da parte dei tanti fedeli e devoti di ottenere l'indulgenza plenaria attraversandola. La Porta Santa fu chiusa la domenica del 3 luglio alle ore 12:00 dallo stesso Vescovo, giorno successivo alla festività della Madonna.

### L'interno del Santuario
Il Santuario è costituito da due navate: nella parte sinistra vi è una tela raffigurante "La deposizione" di Silvestro Buono del '500, ed un Crocifisso ligneo.
Nella navata destra invece si ammirano i semplici, ma belli, altari dedicati a Sant'Antonio di Padova, San Francesco d'Assisi e al Sacro Cuore di Gesù, dove ora troneggia la nuova statua della Madonna che viene portata solennemente in processione il 2 luglio, giorno della solennità.
Sull'altare maggiore troneggia un trittico ligneo, opera di un artista anonimo del '500. Sono raffigurati, partendo da sinistra: San Francesco d'Assisi, l'antica e veneratissima immagine della Madonna delle Grazie e San Gennaro e, sempre sull'Altare maggiore, ai due lati spiccano altre due tele, rappresentanti da una parte la Natività e dall'altra la Presentazione di Gesù al Tempio.
Nella navata centrale, si possono ammirare i sei medaglioni distribuiti ai due lati, tra i quali all'interno di essi troviamo dei dipinti antichi e di grande fattura, per accennarne alcuni quello dell'Annunciazione, quello della Pentecoste e quello dell'Assunzione di Maria Vergine. Al di sopra della porta d'ingresso vi è il coro dei frati, con un crocifisso ligneo, del '500, restaurati nella seconda metà dell'800. Tra le opere che possiede il Santuario, vi è sul soffitto che sovrasta il coro un altro antico dipinto del '600 raffigurante l'apparizione della Vergine a San Felice da Cantalice, molto pregiata come opera ed attribuita al famoso pittore Irpino e di scuola napoletana quale Francesco Guarini. Infine, entrando nel Santuario, nella parte superiore della zona centrale verso destra, può essere ammirato un antico pulpito ligneo.

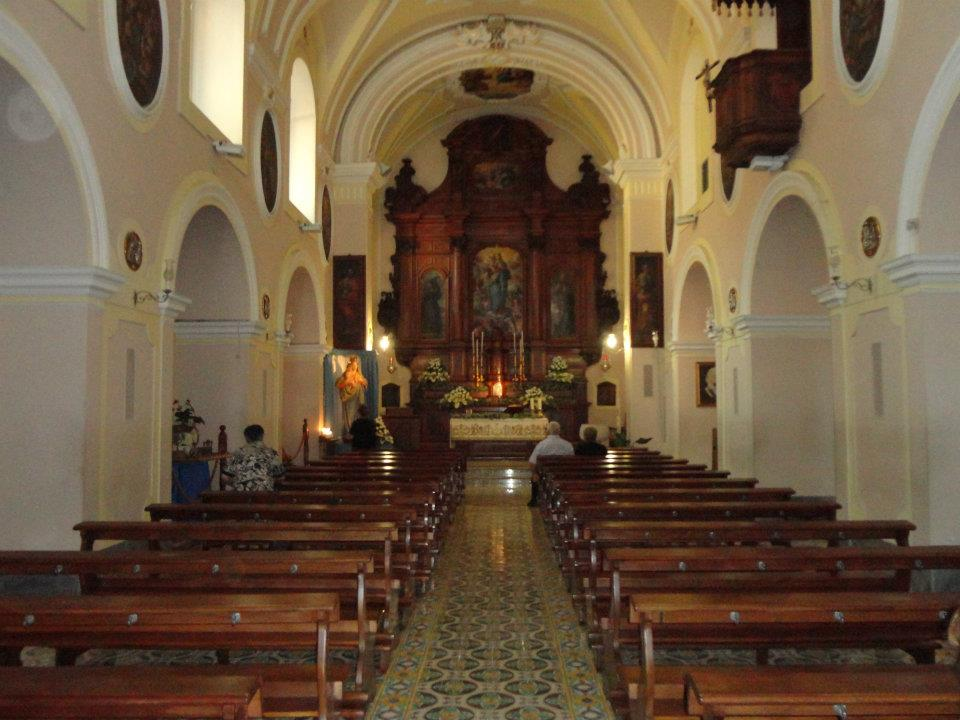
Navata centrale del Santuario

## La festa della Madonna
La festa in onore della Madonna è preceduta dalla novena che inizia il 23 giugno. I giorni di punta della festa sono il 1 e 2 luglio. In particolare il 2 vi è un susseguirsi di messe dall'alba fino alle ore 13, con un folto pellegrinaggio da parte degli avellinesi e dei paesani contigui.
Nel pomeriggio si svolge una solenne processione con il simulacro della Vergine per le strade parrocchiali, ed in serata l'esibizione di cantanti. Fanno da cornice alla festa, le artistiche luminarie, ed i fuochi pirotecnici che concludono la festa.

## Galleria d'Immagini

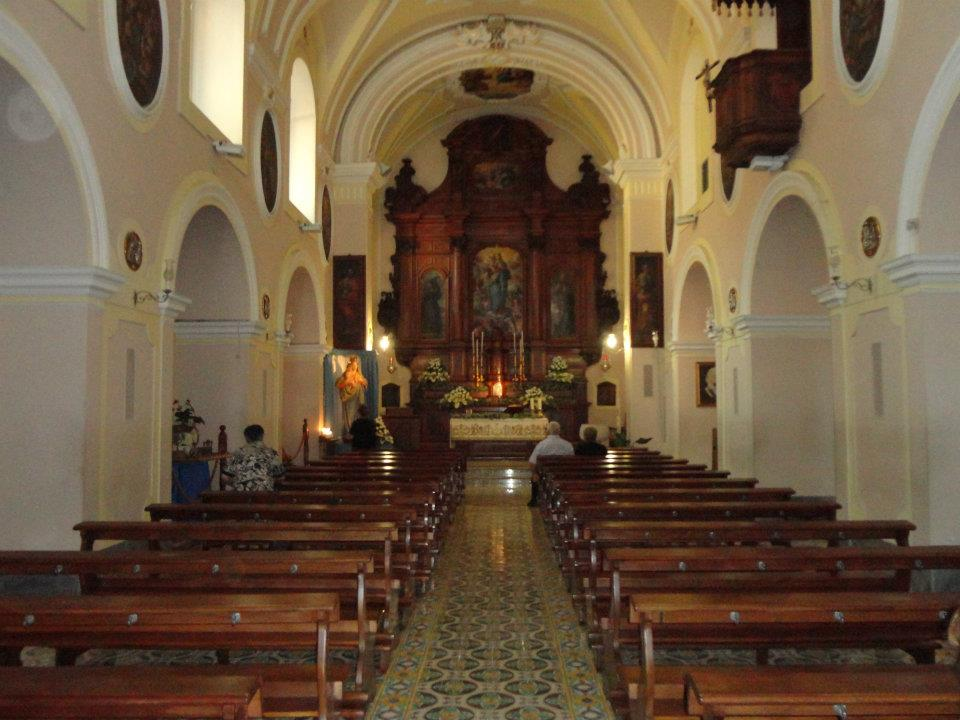
Interno del Santuario
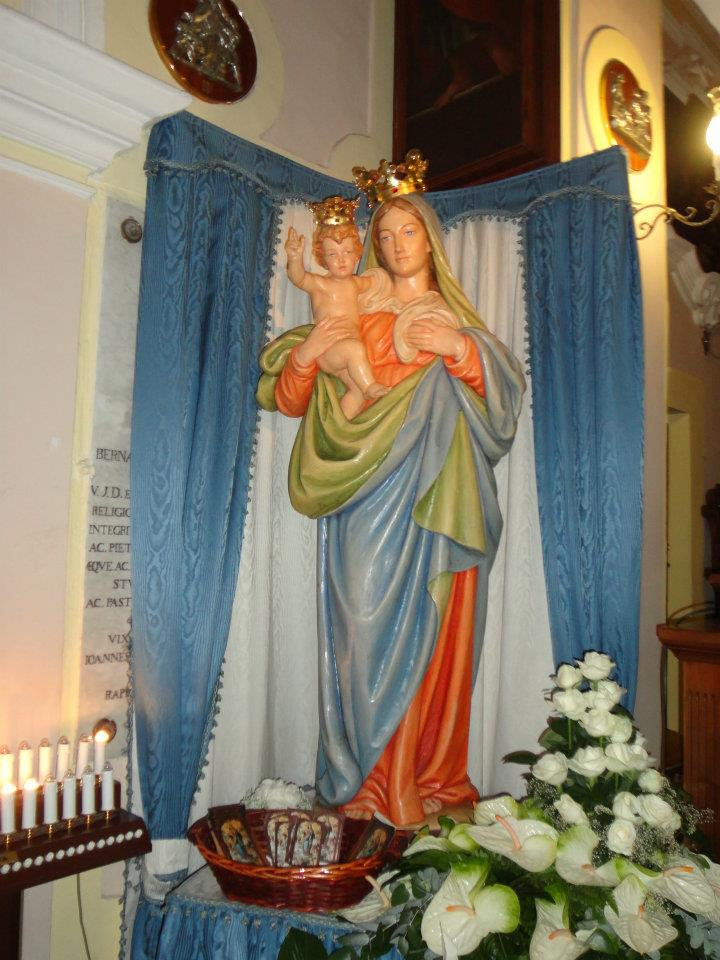
Simulacro della Madonna